# Виариджи
Виарѝджи (на италиански: Viarigi; на пиемонтски: Viarìa, Виария) е село и община в Северна Италия, провинция Асти, регион Пиемонт. Разположено е на 252 m надморска височина. Населението на общината е 932 души (към 2013 г.).